# Rosegger-Schule
Das Gebäude der Rosegger-Schule steht im Stadtteil Serkowitz der sächsischen Stadt Radebeul, in der Wasastraße 21. Das Schulgebäude wurde 1901 errichtet, die Turnhalle stammt von 1907. Heute befindet sich dort die Oberschule Radebeul-Mitte im Roseggerhaus (Eigenschreibweise Oberschule Radebeul Mitte).

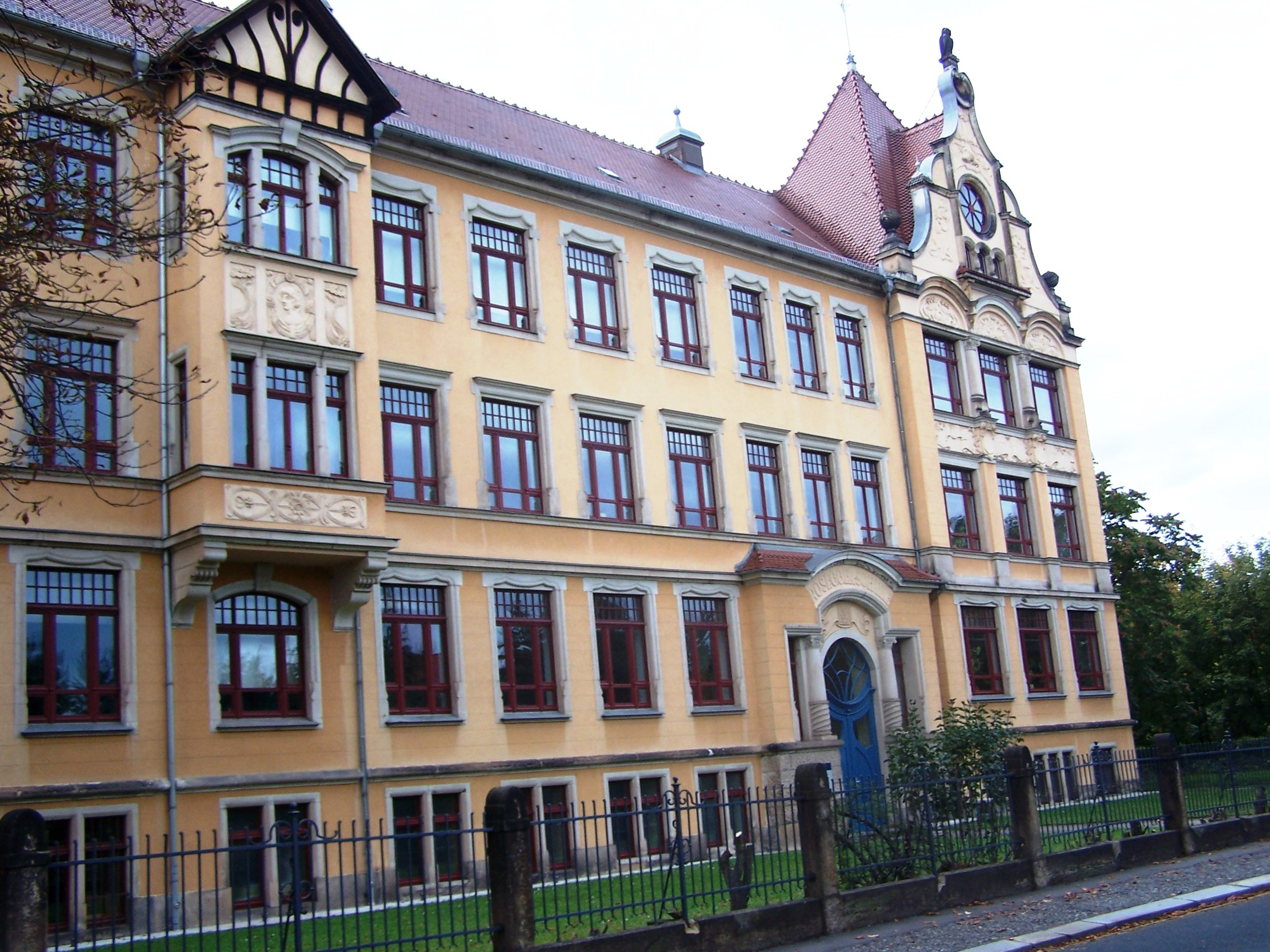
Ehemalige Rosegger-Schule, heute Oberschule Radebeul-Mitte im Roseggerhaus

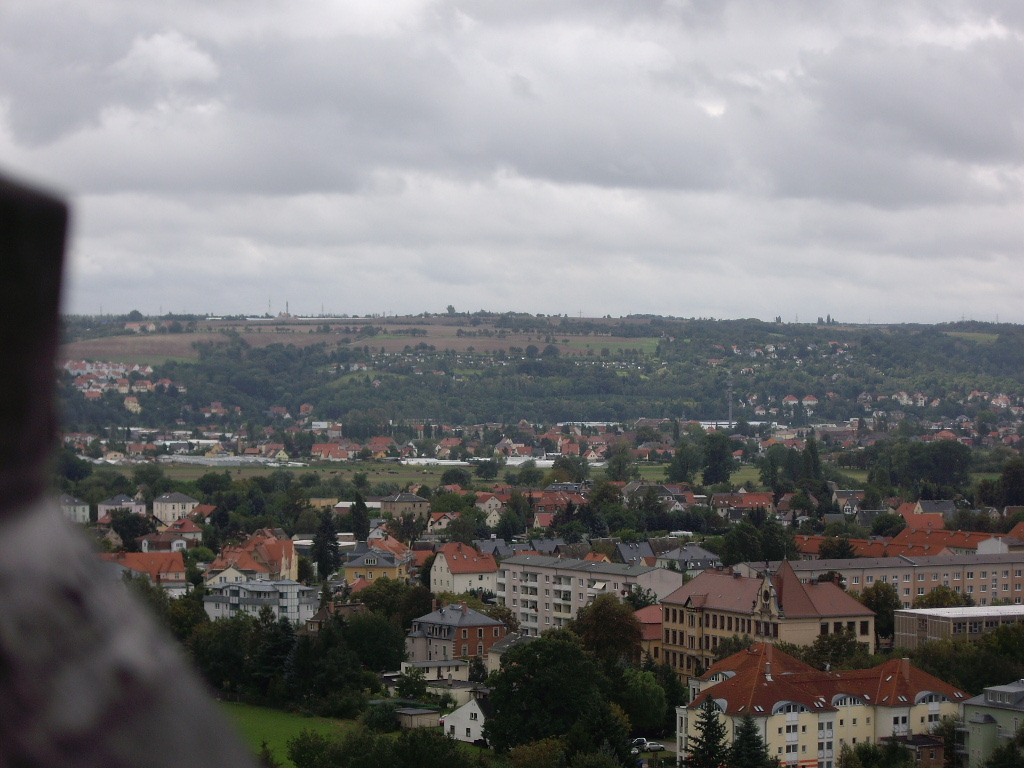
Blick von der Lutherkirche auf die Oberschule Radebeul-Mitte (Roseggerhaus, rechts unten)

## Beschreibung

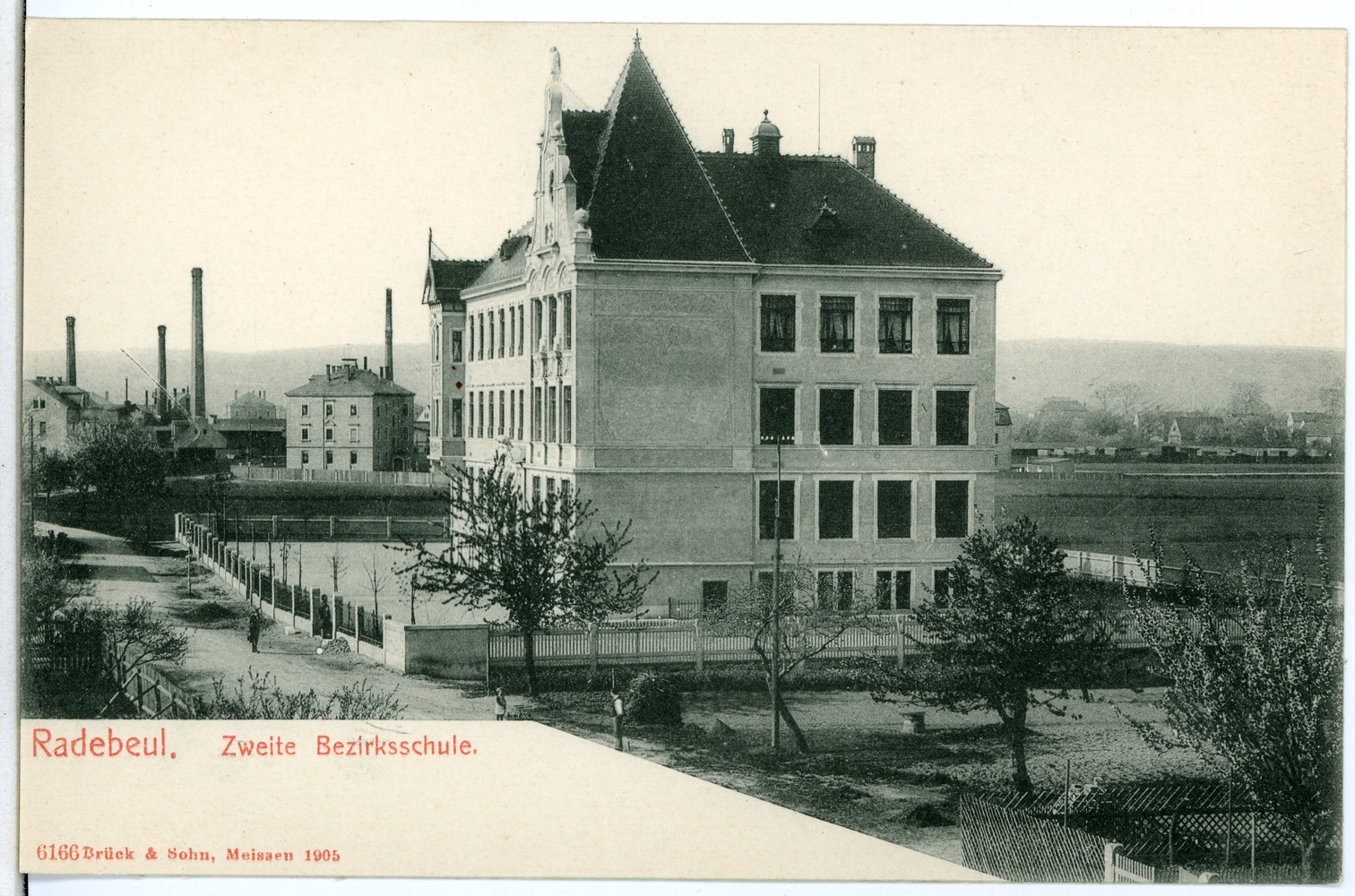
1905: 2. Bezirksschule, Blick von Norden

Das Gebäudegrundstück wird durch ein schmiedeeisernes Gitter mit Sandsteinsäulen eingefriedet. Dahinter befindet sich vor dem Haupthaus eine als Vorgarten angelegte Rasenfläche.

### Schulhaus
Das mitsamt Einfriedung unter Denkmalschutz stehende Schulgebäude ist ein großer, langgestreckter und dreigeschossiger Bau auf einem hohen Souterraingeschoss und mit einem hohen Walmdach. Die zur Wasastraße liegende, asymmetrische  Hauptansicht von 14 Fensterachsen Länge wird auf der rechten Seite durch einen Seitenrisalit betont. Dieser ist drei Achsen breit, die Fenster darin sind breiter ausgeführt. Obenauf sitzt ein neobarocker Staffelgiebel, dahinter findet sich ein hohes Zeltdach.
Unterhalb der drei Fensterachsen links des Risalits findet sich das im Jugendstil gestaltete, im Erdgeschoss leicht hervorgezogene Eingangsportal: Mittig eine zweiflügelige Holztür mit Oberlicht, in der oberen Hälfte beidseits von einer Halbsäule und einem schmalen Fenster begleitet, sodass sich ein Palladiomotiv ergibt. Oberhalb wurde die bogenförmige Inschrift ROSEGGER-SCHULE angebracht.
In der fünften Fensterachse von links hängt vor den Obergeschossen ein Erker, unten gestützt von Konsolen, oben vor dem Dach abgeschlossen durch einen Fachwerkgiebel.
Auf der Gebäuderückseite stehen kurze Seitenflügel.
Der Putzbau wird zwischen Erd- und Obergeschoss durch ein breites Etagengesims gegliedert, zum Souterrain findet sich ein schmales Sandsteinband. Die Fassade dazwischen wird durch Putznutungen betont. Der Sockel und die reich profilierten Fenstereinfassungen sind aus Sandstein; dieser ist im Erdgeschoss und im zweiten Obergeschoss als Vorhangbogenmotiv ausgebildet. Im ersten Obergeschoss dagegen bildet er horizontale Verdachungen. Im Seitenrisalit und im Erker kommt jugendstilige Ornamentik hinzu.

### Schulturnhalle

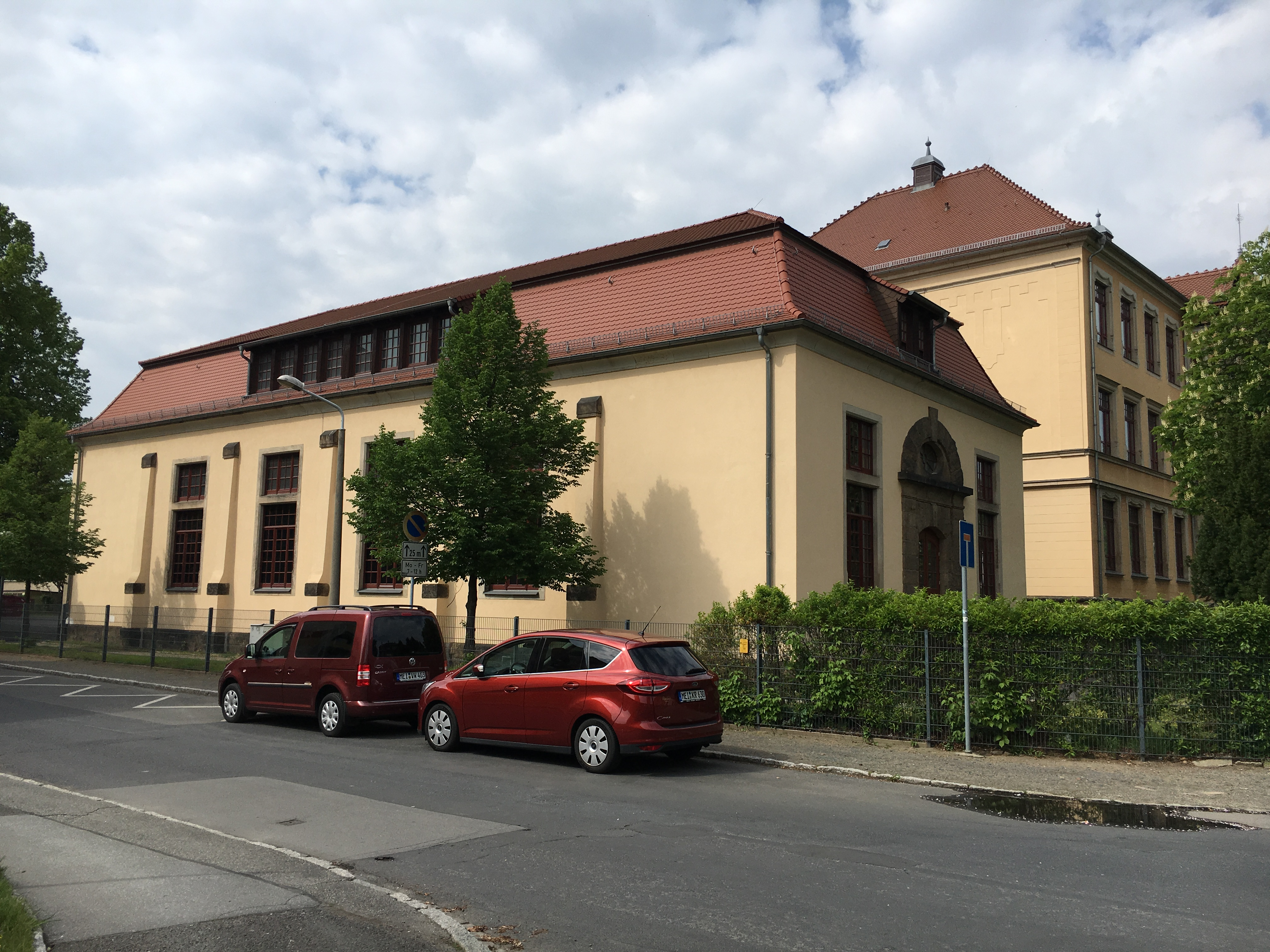
Turnhalle der Oberschule Radebeul-Mitte im Roseggerhaus

Die ebenfalls unter Denkmalschutz stehende Schulturnhalle steht links des Schulhauses, zu diesem um 90 Grad gedreht. Dadurch verläuft die Längsseite des rechteckigen Gebäudes entlang der Oststraße. Der ansonsten freistehende Bau mit großen Rechteckfenstern und Mansarddach ist durch einen schmalen Übergang mit dem Schulhaus verbunden.
Der Eingang besteht aus einem Portal mit „aufwendiger Einfassung aus bossiertem Sandstein“, in der Seitenansicht stehen einige Strebepfeiler.

## Geschichte
Bereits seit 1617 ist in dem Dorf Kaditz ein Schulgebäude urkundlich belegt, in welchem als Kirchschule der auch für Serkowitz zuständigen Parochie neben den Kaditzer und Serkowitzer Kindern auch die aus Pieschen, Trachau, Mickten und Übigau sowie die aus Radebeul und von der späteren Oberlößnitzer Flur unterrichtet wurden. Ab 1792 gab es in Serkowitz selbst für einige Jahre eine zusätzliche Winkelschule, in der die Witwe eines Schneiders Unterricht im Lesen, Schreiben und Beten erteilte. Im Jahr 1853 besuchten 79 Serkowitzer Kinder die Kirchschule in Kaditz. Da der tägliche Schulweg recht weit und die Kaditzer Schule mit über 300 Schülern überlastet war, nahm die Gemeinde Serkowitz den Tod durch Ertrinken in der Elbe von vier Kindern auf dem Schulweg zum Anlass, die Gründung eines eigenen Schulbezirks und den Bau einer eigenen Schule zu beantragen.
Bereits 1854 gründete Oberlößnitz einen eigenen Schulbezirk und baute sich im Augustusweg eine Schule mit Betsaal, der auch zu kirchlichen Zwecken genutzt wurde. Kinder aus dem nördlich der Meißner Straße gelegenen Teil von Serkowitz besuchten gastweise diese nähergelegene Schule.
Im August 1874 genehmigte das Königliche Ministerium des Kultus und des Öffentlichen Unterrichts den Bau dieser Schule. Im Juni 1875 erfolgte die Weihe des Schulgebäudes in der Schulstraße 7 (heute Straße des Friedens 35), und 115 Kinder nahmen ihre neue Schule in Besitz. Im Jahr 1883 gingen bereits 270 Kinder auf diese Volksschule, von denen 166 südlich der Bahnstrecke Leipzig–Dresden wohnten und 104 nördlich der Bahnstrecke (sogenannte Neuserkowitzer). Die Amtshauptmannschaft versagte in der Folgezeit aus Rücksicht auf den Schulbetrieb die Aufstockung des alten Schulgebäudes, während der Bezirksarzt wegen gesundheitlicher Bedenken die Schaffung eines Flügelanbaus ablehnte. Zur Linderung der Platznot wurde 1891 im örtlichen Gasthof ein Schulzimmer angemietet.

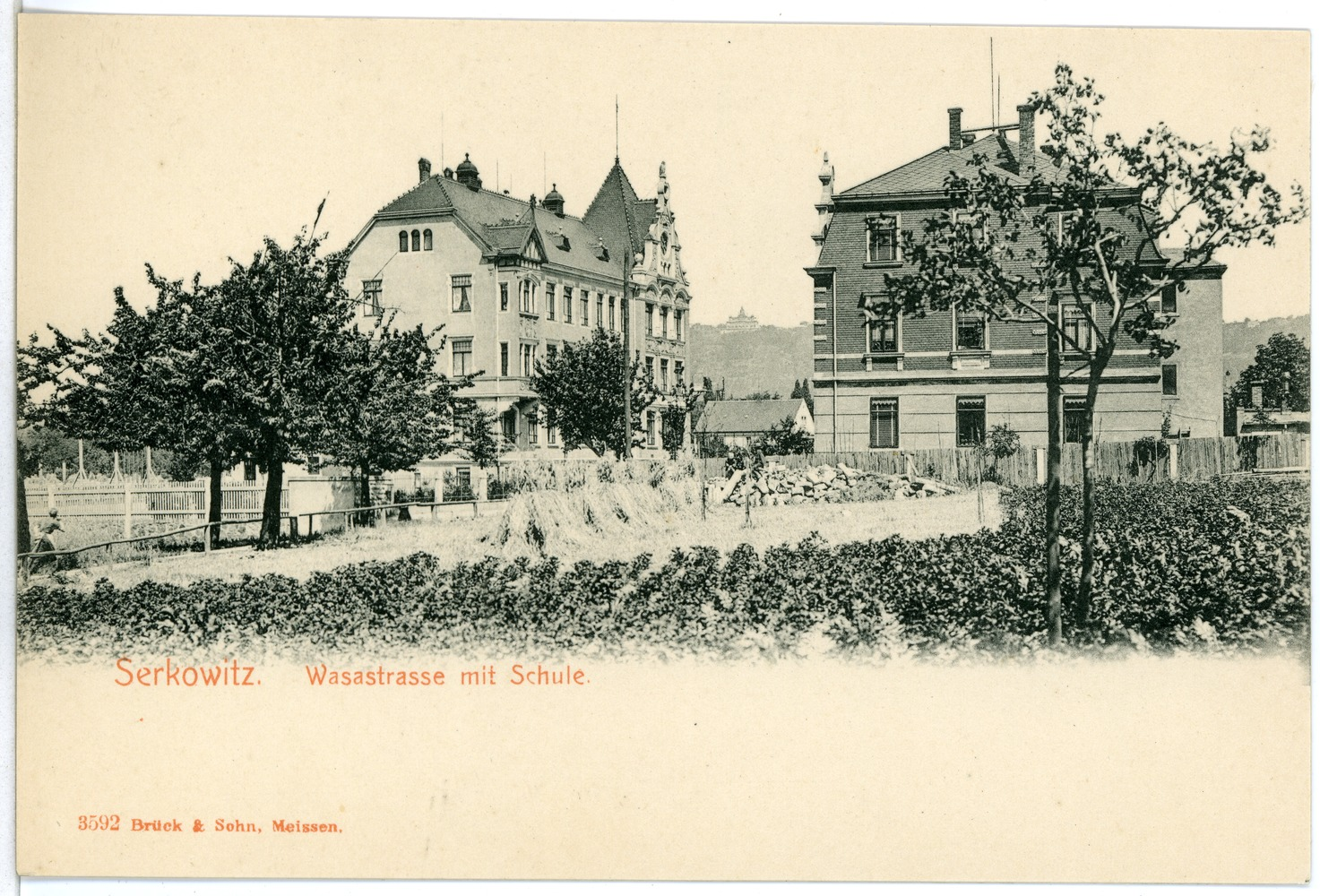
Blick von Süden auf die Schule, im Hintergrund auf der Bergkante: das Spitzhaus (1903)

Im Mai 1900 beschloss der Gemeinderat wegen der gestiegenen Schülerzahlen einen Schulneubau. Dieser entstand 1901 nach einem Entwurf des Dresdner Architekten Otto Foerster an der damaligen Ziegelstraße (Wasastraße 21), die Bauausführung erfolgte durch die Baufirma „Gebrüder Ziller“. Die Kosten betrugen mehr als 70.000 Mark. Mit der Weihe im Mai 1902 standen erst einmal sechs Klassenräume sowie ein Zeichensaal zur Verfügung. Bereits 1904 mussten die im zweiten Obergeschoss liegenden Lehrerwohnungen wegen gestiegener Schülerzahlen in weitere Klassenräume umgewandelt werden. 1907 erfolgte auf der linken Seite die Verlängerung des Gebäudes um vier Fensterachsen, wodurch weitere sechs Klassenzimmer gewonnen werden konnten. Gleichzeitig erfolgte links des Schulhauses, um 90 Grad gedreht, der Bau einer Schulturnhalle, die auch von Sportvereinen genutzt werden durfte. Erweiterung und Turnhalle kosteten zusammen 45.000 Mark.
Nach der Eingemeindung von Serkowitz nach Alt-Radebeul erhielt die Serkowitzer Volksschule den Namen 2. Bezirksschule, während die Schule in der Radebeuler Pestalozzistraße in 1. Bezirksschule umbenannt wurde. 1919, mit der Umbenennung der Volksschulen in Alt-Radebeul, erhielt auch die in Serkowitz gelegene Schule einen Namen zu Ehren einer Persönlichkeit: Sie wurde nach dem Schriftsteller Peter Rosegger (1843–1918) benannt.
Während des Zweiten Weltkriegs wurden unter dem Schulhof Bunkergänge für den Zivilschutz angelegt, die bei Bauarbeiten 2021 durch einen Bagger aufgedeckt wurden. Diese Bunkerröhren waren bereits Mitte der 1980er Jahre wiederentdeckt worden, als die Schule einen seinerzeit typischen Platten-Ergänzungsbau erhielt.
Im Jahr 1962 erfolgte die Umbenennung der inzwischen zehnklassigen Polytechnischen Oberschule in German-Titow-Oberschule, nach dem Kosmonauten German Stepanowitsch Titow (1935–2000). Von 1965 bis zum Karl-May-Jahr 1985 diente die Karl-May-Villa als Kinder-Hort der German-Titow-Oberschule. 1986 erhielt die Schule eine Erweiterung um einen Plattenneubau vom Typ Dresden.
1992 zog die Förderschule für Lernbehinderte in einen Teil der Räumlichkeiten. Ab 1993 erhielt die Schule auf Betreiben der Roseggergesellschaft ihren vorherigen Namen zurück.
Bis zum Jahr 2004 war das Schulgebäude dann Außenstelle des Lößnitzgymnasiums. 2004 und 2005 beherbergten die Räume die neugegründete freie Evangelische Grundschule Radebeul, die heute im Gebäude des ehemaligen Amtsgerichts in Kötzschenbroda untergebracht ist.
Nach der Sanierung 2005/2006 nahm die Schule die Mittelschule Oberlößnitz auf, die sich seitdem Mittelschule Radebeul-Mitte (im Roseggerhaus) nannte. Zum Schuljahresbeginn 2013/2014 wurden alle sächsischen Mittelschulen zu Oberschulen umbenannt.